# Semidalis ypsilon
Semidalis ypsilon är en insektsart som beskrevs av Liu et al. 2003. Semidalis ypsilon ingår i släktet Semidalis och familjen vaxsländor. Inga underarter finns listade i Catalogue of Life.